# Mellicta postvividior
Mellicta postvividior är en fjärilsart som beskrevs av Ruggero Verity 1930. Mellicta postvividior ingår i släktet Mellicta och familjen praktfjärilar. Inga underarter finns listade i Catalogue of Life.